# آشپزی درجه یک (فیلم)
آشپزی درجه یک یک فیلم کمدی-درام فرانسوی محصول سال ۲۰۱۲ است که بر اساس داستان واقعی دانیل مازه-دلپوک و داستانی دربارهٔ چگونگی انتخاب او به‌عنوان سرآشپز اختصاصی فرانسوا میتران، رئیس‌جمهور وقت فرانسه. چگونگی انتصاب او به عنوان سرآشپز خصوصی فرانسوا میتران ساخته شده است. عنوان اصلی فیلم به زبان فرانسوی آن Les Saveurs du Palais به معنی طعم‌های کاخ است.

## طرح داستان
اورتانس لابوری (با بازی کاترین فرو)، سرآشپز برجسته‌ای از منطقه پریگور، زمانی شگفت‌زده می‌شود که رئیس‌جمهور فرانسه (با بازی ژان دورمسون) او را به‌عنوان سرآشپز اختصاصی خود منصوب می‌کند؛ فردی که مسئول تهیه تمام وعده‌های غذایی در کاخ الیزه خواهد بود.
با وجود حسادت و بی‌مهری دیگر کارکنان آشپزخانه، اورتانس به‌سرعت جایگاه خود را تثبیت می‌کند؛ آن هم به لطف روحیه شکست‌ناپذیرش.
اصالت و سادگی غذاهای او به‌زودی رئیس‌جمهور را مجذوب می‌سازد، اما در راهروهای قدرت، دام‌ها و چالش‌های بسیاری در کمین‌اند.
داستان فیلم با روایت‌هایی از دوران بعدی زندگی لابوری در ایستگاه تحقیقاتی قطب جنوب فرانسه قاب‌بندی می‌شود، جایی که او به‌عنوان سرآشپز خدمت می‌کند.

## بازیگران
- کاترین فرو در نقش هورتنس لابوری
- آرتور دوپون در نقش نیکولاس باووی
- ژان دورمسون در نقش رئیس‌جمهور
- ایپولیت ژیراردو در نقش دیوید آزولای
- ژان مارک رولو در نقش ژان مارک لوشه
- بریس فورنیه در نقش پاسکال لو پیک
- آرلی خوبر در نقش مری
- جو شریدان در نقش جان
- لوران پوترنو در نقش ژان میشل سالومه
- هروه پیر در نقش پری‌یر
- مانوئل لو لیور در نقش لوئیک
- استیو تران در نقش گرگوری
- توماس شابرول در نقش رئیس قبیله

## تولید
بخش‌هایی از فیلم در واقع در کاخ الیزه فیلمبرداری شد، در یک بازه زمانی سه روزه فیلمبرداری که فیلمبرداری فقط زمانی مجاز بود که رئیس‌جمهور وقت ، نیکولا سارکوزی، در کاخ حضور نداشت.
ایسلند به عنوان جایگزین جزایر کروزت در فیلم استفاده شد. گروه فیلمبرداری شش روز را برای فیلمبرداری در لوکیشن آنجا گذراندند.

## پذیرش
وب‌سایت جمع‌آوری نقد و بررسی راتن تومیتوز، بر اساس ۳۱ نقد، امتیاز ۶۸٪ را با میانگین امتیاز ۶٫۱/۱۰ گزارش می‌دهد. نظر کلی این وب‌سایت این است: «اگرچه مطمئناً برای علاقه‌مندان به سینما و غذا، فروش آسان‌تری خواهد داشت، اما فیلم زندگینامه‌ای آشپزی درجه یک که به زیبایی فیلمبرداری شده، باید اکثر بینندگانی را که مشتاق یک درام-کمدی زیبا هستند، راضی کند.» در متاکریتیک، بر اساس ۱۴ نقد، امتیاز ۶۱ از ۱۰۰ را کسب کرده است که نشان دهنده «نقدهای عموماً مطلوب» است.